# ソビエト帝国の崩壊
『ソビエト帝国の崩壊』（ソビエトていこくのほうかい）は、小室直樹の著書。光文社カッパビジネス、1980年8月5日初版1刷発行。

## 出版まで
1979年12月、それまで清貧な学究生活を送っていた小室は、自宅アパートで研究に没頭して栄養失調で倒れているところを門下生に発見され、病院に運ばれた。しばらく入院して身体は回復したが、自身で入院費が払えず知人のカンパで支払い、渡部喬一や山本七平などの勧めで本を出版することにした。出版社の用意したホテルにて『ソビエト帝国の崩壊』の執筆にとりかかったが、小室の奇行ぶりには担当者も少々辟易したようである。しかし、出来上がった原稿は想像以上の価値があったようである。

## 出版後
出版されるとたちまち話題を呼び、その年の出版物のベストセラーランキング・ノンフィクション部門の第6位になった。それから十数年間にわたって計27冊の本が出版され、光文社にとっては小室はドル箱的な存在となった。

## 概要
ソ連邦解体を早い時期に予言していた本として広く知られる。「目を洗われる思いの斬新な立論だ」と竹村健一は推薦文を寄せている。

## 反論
落合信彦は、「ソ連が崩壊する事は絶対有り得ない、ソ連共産党のシステムや内部情報が全く理解出来ていないインテリジェンス能力の欠けた者の戯れ言だ」と著書のソ連の日本侵略を危惧した『1983年の恐怖』（1980年）で手厳しく批判していた。